# Lyndon LaRouche
Lyndon Hermyle LaRouche, Jr. (Rochester, Nuevo Hampshire; 8 de septiembre de 1922-Leesburg, Virginia; 12 de febrero de 2019) fue un activista y político estadounidense  , tomaba posiciones de derecha .

## Biografía
Fue precandidato a la presidencia de los Estados Unidos entre 1976 y 2004; una vez por su propio Partido Laborista y siete veces por el Partido Demócrata, aunque no logró atraer el apoyo electoral. Durante su servicio militar como objetor de conciencia en el cuerpo de sanidad tuvo conocimiento de la situación política global. En 1973 fundó el Partido Laborista de Estados Unidos. La asociación "Fusion Energy Foundation" -FEF-, una autodefinida como "American non-profit organization", que existió entre 1974 y 1986 y editaba la revista "Fusion", tenía entre sus cuadros una presencia notoria de elementos afines a Lyndon LaRouche, y otra organización con vínculos a la FEF, "Executive Intelligence Review" le reconoce como su fundador y cabeza actual. La escritora Carol White, a la que bastantes relacionan con los grupos afines a Lyndon LaRouche, publicó en 1980 la obra The new dark ages conspiracy en la que propone la existencia de vínculos entre quienes detentan la cabeza del estado en el Reino Unido y grupos internacionales de tráfico de drogas.
Los miembros de su movimiento lo ven como un líder político en la tradición de Franklin D. Roosevelt. Otros comentaristas como The Washington Post y The New York Times, lo han descrito en los últimos años como un teórico de la "conspiración", "fascista" y "antisemita" y han caracterizado su movimiento como una "secta", mientras que el Fundación Heritage escribió que él encabeza "lo que bien puede ser uno de los más extraños grupos políticos en la historia estadounidense". 
Ha escrito numerosos artículos, tratados y libros  sobre temas políticos, económicos y científicos (historia, filosofía), la mayor parte de los cuales han sido publicados por el propio movimiento.
Fue 8 veces candidato por la extremaderecha a la presidencia de EEUU en tiempos del derechista Barry Goldwater y era más radical que éste. Lyndon La Rouche estableció basándose en las teorías de autores clásicos, lo que él llamó Economía física.
Lyndon La Rouche motivó la formación de una organización de jóvenes activistas en todo el mundo, teniendo especial desarrollo e influencia en México, USA, Rusia, Argentina, Ecuador, Francia y Brasil.

## Muerte
Murió el 12 de febrero de 2019, a la edad de 96 años.

## Obras
- 1980, The Power of the Reason (autobiografía)
- 1983, There Are No Limits to Growth
- 1984, So, You Wish To Learn All About Economics
- 1988, The Power of Reason 1988 (autobiografía)
- 1991, The Science of Christian Economy
- 2005, Earth's Next Fifty Years

## Vida familiar
Helga Zepp-LaRouche, fundadora del Instituto Schiller, fue su esposa desde 1977 hasta 2019.[cita requerida]